# Karl Johan Lång
Karl Johan Lång, K.J. Lång, född 30 maj 1934 i Pörtom, död 24 september 1998 i Helsingfors, var en finländsk ämbetsman.

## Karriär
Lång blev juris kandidat 1960, var skolningschef vid justitieministeriets fångvårdsavdelning 1962–1968 och överdirektör för fångvårdsväsendet 1970–1998. Han tog många samhällspolitiskt betydelsefulla initiativ; han moderniserade fängelserna, verkade för en humanare fångvård och utökade fångarnas rätt till permissioner. Bland hans många förtroendeuppdrag märks ordförandeskapet för Nyliberala studentförbundet 1964–1966 och ordförandeskapet i Opinionsnämnden för massmedier 1972–1975. Han var också ordförande för grundrättighetskommissionen 1989–1991, vars förslag upptogs i grundlagsreformen 2000. Han var vidare en uppskattad kriminalvårdsexpert som anlitades i Förenta nationernas kriminalpolitiska arbete och för att utveckla fångvårdsarbetet i de baltiska länderna efter deras frigörelse. Ett urval av hans artiklar från åren 1966–1997 utgavs 2004 under titeln Rikos ja rangaistus, oikeus ja kohtuus. Han var opolitisk justitieminister i Teuvo Auras regering 1971–1972.

### Uppslagsverk
- ”Lång, Karl Johan”. Biografiskt lexikon för Finland. Helsingfors: Svenska litteratursällskapet i Finland. 2008–2011. URN:NBN:fi:sls-4891-1416928957497
- Lång, Karl Johan i Uppslagsverket Finland (webbupplaga, 2012). CC-BY-SA 4.0